# 엄지언
엄지언(1981년 12월 10일 ~ )은 대한민국의 레이싱 모델, 가수와 쇼핑몰 CEO로 활동했었다.

## 상세
2003년 BAT 레이싱 걸로 데뷔했으며, 별명은 엄지공주이다. 2006년 Kixx 레이싱팀으로 활동하면서 많은 인지도를 쌓았다. 2007년 일본의 유명 그라비아 컨텐츠사로부터 10억이 넘는 누드제의 받았으나 가수를 할꺼라고 거절하고 같은 레이싱 모델인 조세희, 박수경으로 이루어진 여성 3인조 그룹 티아라(Tiara)로 활동했으나 별 인기를 끌지 못해서 탈퇴하고, 2008년 속옷 쇼핑몰 원더우먼의 CEO로 운영 6개월만에 10억원의 매출을 달성했다. 현재 조지아텍에서 유학중이다.

## 학력
- 명지대학교 컴퓨터공학과 학사
- 조지아공과대학교

## 앨범

### 디지털 싱글
| 앨범명                 | 발매일           | 비고  |
| ---------------------- | ---------------- | ----- |
| Tiara of Dancing Queen | 2007년 12월 13일 | Tiara |

## 방송
- 온게임넷 - 12시에 만나요 XBOX 360 (2007)
- 판타지걸 꿈생 (2008)